# Stade de France
O Stade de France é um estádio multiúso localizado na cidade de Saint-Denis, ao norte da capital Paris, França. Foi construído entre os anos de 1993 e 1997, tendo sido inaugurado em 1998 para a Copa do Mundo daquele ano. O estádio tem a capacidade de abrigar 79 959 torcedores. Foram gastos 407 milhões de euros na construção.
Atualmente é pouco utilizado por equipes de futebol, apenas para amistosos da Seleção Francesa de Futebol, devido a preferência dos clubes pelo Estádio Parc des Princes, mais próximo do centro de Paris. Foi a sede da Final da Copa do Mundo de Rugby de 2007 e de outras partidas da mesma competição. Também é utilizado para shows e já recebeu grandes turnês de diversos artistas como Madonna, Beyoncé, U2, Rihanna e Coldplay, entre outros. No rugby, este hospeda regularmente jogos do calendário nacional e internacional como a final do Top 14 e os jogos da Seleção francesa de rugby no Seis Nações.[carece de fontes?]
Nos Jogos Olímpicos de Verão de 2024 foi o palco do Rugby Sevens, Atletismo e da cerimônia de encerramento. Já nos Jogos Paralímpicos de Verão de 2024, ficou como palco do Paratletismo e também do encerramento.

## História
Os planos de construção do estádio começaram em 1992 com a escolha da França como sede da Copa do Mundo de 1998, o estádio foi inaugurado em 22 de janeiro com um amistoso entre França e Espanha com a vitória da seleção francesa com gol de Zinedine Zidane. Em 2 de fevereiro de 1998 foi o primeiro jogo de rugby do estádio em um jogo entre França e Inglaterra com vitória dos franceses por 24-17, Philippe Bernat-Salles marcou o primeiro try do estádio.
Foi o palco do jogo de abertura da Copa do Mundo FIFA de 1998 (10 de Junho, Brasil 2 x 1 Escócia) e da final no dia 12 de Julho, entre Brasil e França, na qual a seleção francesa se sagrou campeã vencendo a partida por 3 x 0.
O estádio também foi utilizado para três finais da UEFA Champions League, em 24 de maio de 2000, em 17 de maio de 2006 e em 28 de maio de 2022, recebeu o Campeonato Mundial de Atletismo de 2003, foi palco da final da Copa do Mundo de Rugby de 2007. No dia 26 de março de 2015 durante um amistoso entre a seleção Brasileira e a seleção Francesa, o Brasil derrotou a França por 3x1 encerrando um tabu de 17 anos após perder para a França nesse estádio.
No dia 13 de novembro de 2015, uma série de atentados terroristas em Paris deixou 129 mortos e 352 feridos, sendo que três explosões ocorreram do lado de fora do estádio, durante um amistoso entre a Seleção da França e da Alemanha.
No dia 10 de julho de 2016, foi palco da final do Campeonato Europeu de Futebol de 2016, mais referido como Euro 2016, onde Portugal venceu a França por 1 a 0 na prorrogação, e se consagrou campeão inédito do torneio.

## Campeonatos

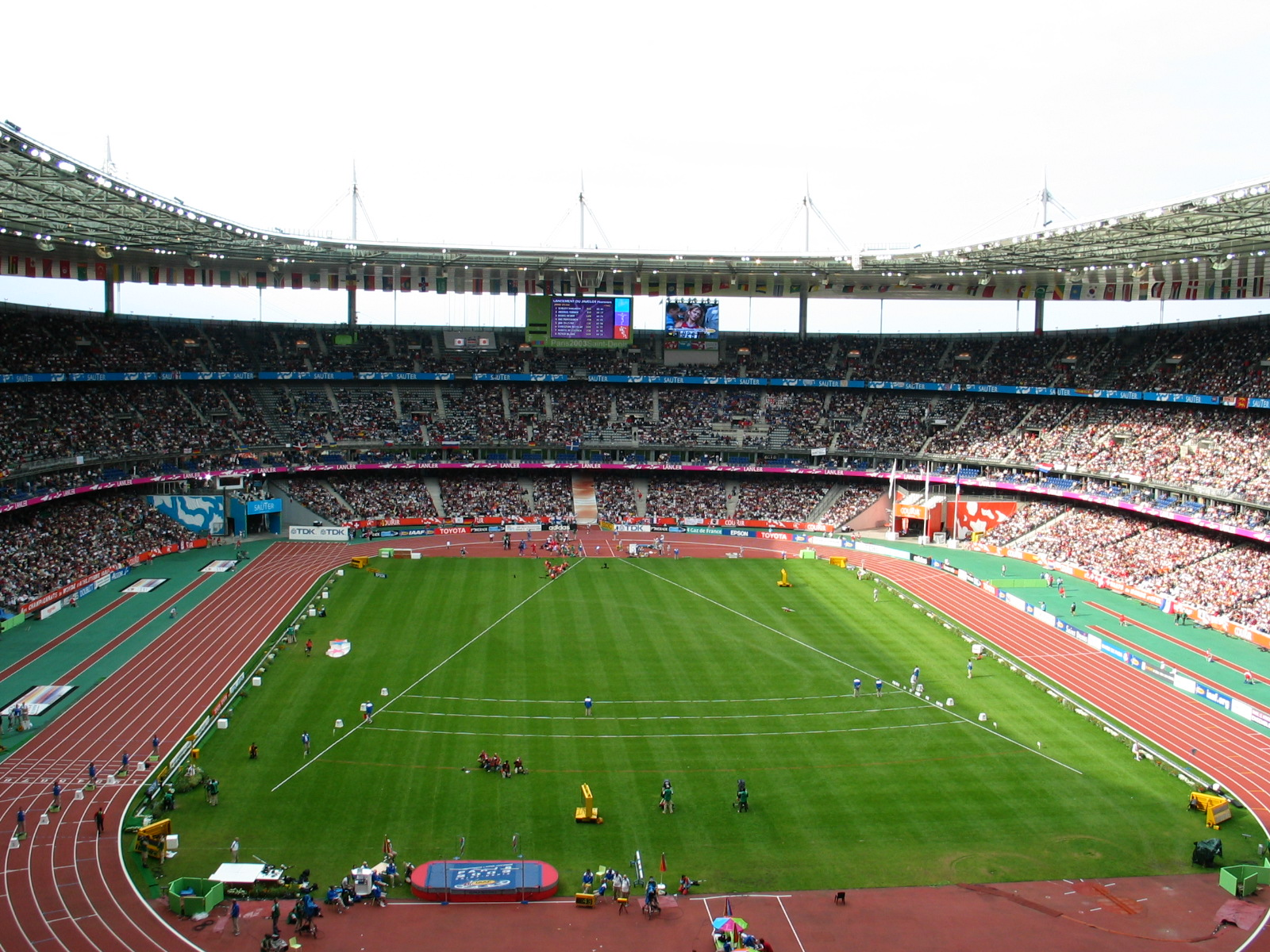
O estádio durante o Campeonato Mundial de Atletismo de 2003

### Copa do Mundo de Futebol de 1998
- 10 de Junho: Grupo A -  Brasil 2 - 1  Escócia
- 13 de Junho: Grupo E -  Países Baixos 0 - 0  Bélgica
- 18 de Junho: Grupo C -  França 4 - 0  Arábia Saudita
- 23 de Junho: Grupo B -  Itália 2 - 1  Áustria
- 26 de Junho: Grupo G -  Romênia 1 - 1  Tunísia
- 28 de Junho: Oitavas de Final -  Dinamarca 4 - 1  Nigéria
- 3 de Julho: Quartas de Final -  Itália 0 - 0  França (3 - 4 nos Pênaltis)
- 8 de Julho: Semi-Final -  França 2 - 1  Croácia
- 12 de Julho: Final -  França 3 - 0  Brasil

### Finais de UEFA Champions League
- 24 de maio de 2000: 1999–00:  Real Madrid 3 - 0  Valencia CF
- 17 de maio de 2006: 2005–06:	 FC Barcelona 2 - 1  Arsenal FC
- 28 de maio de 2022: 2021–22:  Liverpool 0 - 1  Real Madrid

### Copa do Mundo de Rugby de 2007
- 7 de setembro: Grupo D -  França 12 - 17  Argentina
- 14 de setembro: Grupo A -  Inglaterra 0 - 36  África do Sul
- 21 de setembro: Grupo D -  França 25 - 3  Irlanda
- 7 de outubro: Grupo D -  Argentina 19 - 13  Escócia
- 13 de outubro: Semifinal -  Inglaterra 14 - 9  França
- 14 de outubro: Decisão 3º lugar -  França 10 - 34  Argentina
- 20 de outubro: Final -  África do Sul 15 - 6  Inglaterra

### Campeonato Europeu de Futebol - UEFA Euro 2016
A propósito da realização do Campeonato Europeu de Futebol de 2016 (UEFA Euro 2016) na França, este estádio recebeu 4 jogos da fase de grupos, um jogo das oitavas de final, um jogo das quartas de final e a final onde a França acabou por ser derrotada por Portugal.
- 10 de junho: Grupo A -  França 2 - 1  Romênia
- 13 de junho: Grupo E -  Irlanda 1 - 1  Suécia
- 16 de junho: Grupo C -  Alemanha 0 - 0  Polónia
- 22 de junho: Grupo F -  Islândia 2 - 1  Áustria
- 27 de junho: Oitavas de final -  Itália 2 - 0  Espanha
- 3 de julho: Quartas de final -  França 5 - 2  Islândia
- 10 de julho: Final -  Portugal 1 - 0  França